# Xylotrechus kayoensis
Xylotrechus kayoensis är en skalbaggsart som beskrevs av Mitono och Tetsuaki Kira 1934. Xylotrechus kayoensis ingår i släktet Xylotrechus och familjen långhorningar.
Artens utbredningsområde är Taiwan. Inga underarter finns listade i Catalogue of Life.